# Egyek
Egyek [eděk] je velká obec v Maďarsku v župě Hajdú-Bihar, spadající pod okres Balmazújváros. Nachází se mezi městy Tiszacsege a Tiszafüred, asi 54 km severozápadně od Debrecínu. V roce 2015 zde trvale žilo 5 071 obyvatel. Dle údajů z roku 2001 tvořili 98 % obyvatelstva Maďaři a 2 % Romové.
Egyekem prochází silnice 3315, blízko protéká řeka Tisza. Sousedními vesnicemi jsou Hortobágy a Nagyiván, sousedními městy Tiszacsege a Tiszafüred.
Blízko Egyeku se nacházejí rozsáhlé mokřady, které jsou známé jako přírodní rezervace Egyek-pusztakócsi-mocsarak Természetvédelmi Terület. Žije zde mnoho druhů zvířat, jako např. slavík modráček, želva bahenní, užovka obojková nebo vydra říční, a lze zde najít i vodní rostliny, jako např. leknín bílý nebo stulík. Tato přírodní rezervace sousedí s národním parkem Hortobágy.